# Michoacán
Michoacán (teljes nevén Michoacán de Ocampo) Mexikó egyik tagállama. A Csendes-óceán partvidékétől messze benyúlik a Sierra Madre hegyei közé, a fővárostól nyugatra. Nyugaton Colima és Jalisco, északon Guanajuato és Querétaro, keleten México és Guerrero államokkal határos. Területe 58 643 km², lakosainak száma (2010) mintegy 4,4 millió. Fővárosa Morelia, jelentősebb városai emellett: Sahuayo, Zamora, La Pledad de Cavadas, Purándiro, Zacapu, Huatacare, Zinapécuaro, Ciudad Hidalgo, Heroica Zitácuaro, Cotija de la Paz, Los Reyes de Salgado, Uruapan del Progreso, Pátzcuaro, San Antonio Villalongín, Puruarán, Curácuaro de Morelos, Huetamo de Núñez, La Huacana, Tepalcatepec, Apatzingán de la Constitución, Coalcomán de Matamoros, Aquila, Tupitina, Temoiscatio del Ruiz.
Északnyugati határán található Mexikó legnagyobb, egyben Latin-Amerika harmadik legnagyobb tava, a Chapalai-tó, aminek nagyobbik része Jalisco államhoz tartozik. Guerrero állammal hosszú szakaszon a Balsas folyó mentén határos; ennek visszaduzzasztásával alakították ki az Infiernillói-víztározót.

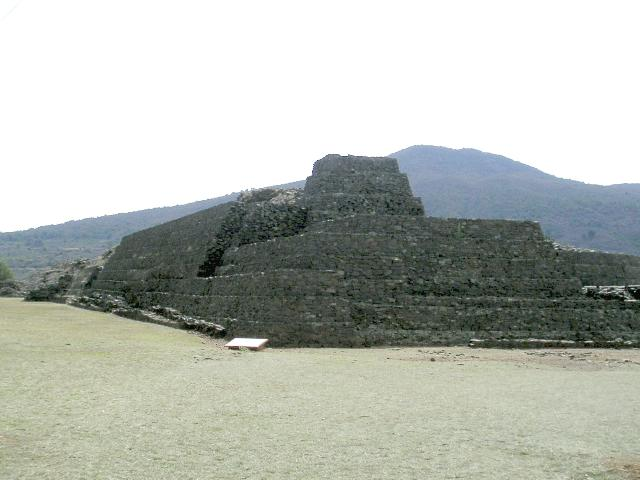
Lépcsős piramis Tzintzuntzan falu mellett

## Népesség
Ahogy egész Mexikóban, a népesség növekedése Michoacán államban is gyors, ezt szemlélteti az alábbi táblázat:
| Év   | Lakosság  |
| ---- | --------- |
| 1990 | 3 548 199 |
| 1995 | 3 870 604 |
| 2000 | 3 985 667 |
| 2005 | 3 966 073 |
| 2010 | 4 351 037 |

## Nevezetességei
- Tzintzuntzan (taraszkó vagy purépecha nyelven: a kolibrik földje) falu mellett a régészek számos indián kulturális emléket tártak fel.
- Az állam keleti részén, Mexikóvárostól mintegy 200 km-nyire fedezték fel 1975-ben a pompás királylepke (amerikai királylepke, Danaus plexippus) telelőhelyét, ami azóta természetvédelmi terület.
- Az Uruapan környékén fekvő Barranca del Cupatitzio Nemzeti Park pálmáiról és vízeséseiről híres.
- Két olyan nevezetes tűzhányó található az államban, amelyek az újkorban jöttek létre: a Parícutin és az El Jorullo.
- Kedvelt turistacélpont a Pátzcuarói-tó, és például annak Janitzio nevű szigete.
- Ebből az államból származik a purepecsa indián eredetű, de európai és afrikai hatásokat is mutató énekstílus, a 2010-ben szellemi kulturális örökséggé nyilvánított pirekua.[5]